# Aaron Broten
Aaron Kent Broten (* 14. November 1960 in Roseau, Minnesota) ist ein ehemaliger US-amerikanischer Eishockeyspieler, der im Verlauf seiner aktiven Karriere zwischen 1979 und 1992 unter anderem 782 Spiele für die Colorado Rockies, New Jersey Devils, Minnesota North Stars, Nordiques de Québec, Toronto Maple Leafs und Winnipeg Jets in der National Hockey League auf der Position des Centers bestritten hat. Im Jahr 2007 wurde Broten aufgrund seiner Verdienste um den Eishockeysport in den Vereinigten Staaten in die United States Hockey Hall of Fame aufgenommen.

## Karriere
Aaron Broten begann seine Karriere als Eishockeyspieler in der Mannschaft der University of Minnesota, für die er von 1979 bis 1981 in der National Collegiate Athletic Association aktiv war. Mit seiner Universitätsmannschaft gewann er in der Saison 1980/81 die Meisterschaft der Western Collegiate Hockey Association. Auch für ihn persönlich war die Zeit bei der University of Minnesota sehr erfolgreich. Zunächst wurde er 1980 zum Freshman of the Year, dem besten Anfänger, der WCHA, sowie 1981 in deren ALl-Star Team, sowie das All-Tournament Team der gesamten NCAA gewählt. Noch gegen Ende der Saison 1980/81 gab der Center sein Debüt in der National Hockey League für die Colorado Rockies, die ihn bereits im NHL Entry Draft 1980 in der sechsten Runde als insgesamt 106. Spieler ausgewählt hatten. 
Nachdem die Colorado Rockies im Anschluss an sein Rookiejahr, die Saison 1981/82, umgesiedelt wurden, blieb Broten in deren Nachfolgeteam New Jersey Devils, für das er in den folgenden siebeneinhalb Jahren Stammspieler war und mit dem er in der Saison 1987/88 erst im Playoff-Halbfinale um den Stanley Cup an den Boston Bruins scheiterte. Am 5. Januar 1990 wurde er schließlich im Tausch gegen Bob Brooke an die Minnesota North Stars abgegeben. Für die North Stars erzielte er bis Saisonende in 42 Spielen neun Tore und gab 14 Vorlagen. Anschließend wurde er im NHL Waiver Draft von den Nordiques de Québec verpflichtet. Für das Team aus Québec City bestritt er nur 20 Spiele, ehe er kurz nach Saisonbeginn innerhalb Kanadas am 17. November 1990 zusammen mit Lucien DeBlois und Michel Petit im Tausch gegen Scott Pearson und je ein Zweitrunden-Wahlrecht für den NHL Entry Draft 1991 und 1992 an die Toronto Maple Leafs abgegeben wurde. 
Zur Saison 1991/92 unterschrieb Broten einen Vertrag als Free Agent bei den Winnipeg Jets, für die er in 32 Spielen 13 Scorerpunkte erzielte. Parallel lief er für deren Farmteam, die Moncton Hawks, in vier Spielen in der American Hockey League auf. Im Anschluss an diese Spielzeit beendete der US-Amerikaner im Alter von 31 Jahren seine Karriere. Im Jahr 2007 wurde er mit der Aufnahme in die United States Hockey Hall of Fame geehrt.

### International
Für die USA nahm Broten im Juniorenbereich an der Junioren-Weltmeisterschaft 1979 teil. Im Seniorenbereich stand er im Aufgebot seines Landes bei den Weltmeisterschaften 1981, 1982, 1985, 1986 und 1987 sowie 1984 und 1987 beim Canada Cup.

## Erfolge und Auszeichnungen
| - 1980 WCHA Rookie of the Year - 1981 Broadmoor-Trophy-Gewinn mit der University of Minnesota - 1981 WCHA First All-Star Team | - 1981 NCAA All-Tournament Team - 2007 Aufnahme in die United States Hockey Hall of Fame |

## Karrierestatistik

### International
Vertrat die USA bei:
| - Junioren-Weltmeisterschaft 1979 - Weltmeisterschaft 1981 - Weltmeisterschaft 1982 - Canada Cup 1984 - Weltmeisterschaft 1985 | - Weltmeisterschaft 1986 - Weltmeisterschaft 1987 - Canada Cup 1987 - Qualifikation zur Weltmeisterschaft 1999 |

(Legende zur Spielerstatistik: Sp oder GP = absolvierte Spiele; T oder G = erzielte Tore; V oder A = erzielte Assists; Pkt oder Pts = erzielte Scorerpunkte; SM oder PIM = erhaltene Strafminuten; +/− = Plus/Minus-Bilanz; PP = erzielte Überzahltore; SH = erzielte Unterzahltore; GW = erzielte Siegtore; 1 Play-downs/Relegation; Kursiv: Statistik nicht vollständig)

## Familie
Seine Brüder Neal und Paul waren ebenfalls professionelle Eishockeyspieler und spielten beide ebenfalls in der NHL. Darüber hinaus gelang auch seinem Neffen Shane Gersich der Sprung in die höchste Liga Nordamerikas.